# Поноћни каубој
Поноћни каубој (енгл. Midnight Cowboy) је амерички драмски филм из 1969. године, заснован на истоименом роману Џејмса Леа Херлихија из 1965. Филм је написао Волдо Салт, режирао Џон Шлезингер, док главне улоге тумаче Дастин Хофман и Џон Војт, а запажене мање улоге тумаче Силвија Мајлс, Џон Мекгајвер, Бренда Вакаро, Боб Балабан, Џенифер Солт и Барнард Хјуз. Смештен у Њујорку, Поноћни каубој приказује необично пријатељство између два превараната: наивнe мушке проститутке Џоа Бака (Војт) и болешљивог преваранта Енрика „Ретсоа” Рица (Хофман).
На 42. додели Оскара, филм је освојио три награде: за најбољи филм, најбољу режију и најбољи адаптирани сценарио. Поноћни каубој је једини филм са оценом „X” (прикладан само за одрасле) који је икада освојио награду за најбољи филм. Смештен је на 36. место листе 100 најбољих америчких филмова свих времена Америчког филмског института, док је на ажурираној верзији из 2007. године заузео 43. позицију.
Године 1994, Поноћни каубој је проглашен „културолошки, историјски или естетски значајним” од стране Конгресне библиотеке и одабран за чување у Националном филмском регистру Сједињених Држава.

## Радња
Џо Бак, млади Тексашанин који ради као перач судова, напушта посао и одлази у Њујорк да постане мушка проститутка. У почетку без успеха, успева да одведе у кревет средовечну жену, Кас, у њеном отменом стану на Парк авенији. Сусрет се завршава лоше јер јој даје новац након што је увређена када он затражи исплату и имплицира да је и сама проститутка високе класе.
Џо упознаје Енрика Салватореа „Ретсоа” Рица, шепавог преваранта који му узима 20 долара да би га упознао са макроом. Након што открије да је наводни макро заправо непоколебљиви религиозни фанатик, Џо креће у потеру за Ретсом, али не може да га пронађе. Џо проводи дане лутајући градом и седећи у својој хотелској соби. Убрзо остаје без новца, избачен из хотелске собе, а његове ствари су заплењене.
Џо покушава да заради оралним сексом од младића у биоскопу, али после чина сазнаје да младић нема новца. Џо му прети и тражи његов сат, али га на крају пушта неповређеног. Следећег дана, Џо угледа Ретсоа и тражи да му врати новац. Ретсо нуди да деле стан у напуштеној згради у којој сквотира. Џо невољно прихвата његову понуду и они започињу „пословни однос” као преваранти. Почињу да се повезују, али Ретсово здравље се константно погоршава.
У сценама из прошлости, Џоа одгаја бака након што га је мајка напустила. Он такође започиње трагичну везу са Ени. Серија флешбекова га подсећа на искуство када је њега и Ени, док су били голи у паркираном аутомобилу, силовала банда каубоја. Силовање утиче на Енину менталну стабилност до те мере да она полуди и бива одвезена у задњем делу онога што делује као комби који је води у психијатријску установу. Гледалац добија више информација о искуству како се сцене из прошлости гомилају.
Ретсо каже Џоу да је његов отац био неписмени италијански имигрант, чистач ципела, чији је посао га је довео до оштећења леђа, као и плућа услед дуготрајног излагања лаку за ципеле. Ретсо је научио да чисти ципеле од свог оца, али то сматра понижавајућим и углавном одбија да то ради, иако чисти Џоове каубојске чизме како могао да привуче клијенте. Ретсо гаји наду да ће се преселити у Мајами, што је приказано у сањарењима у којима се он и Џо безбрижно веселе на плажи окружени десетинама средовечних жена које их обожавају.
Филмски стваралац налик Ворхолу и екстровертна уметница прилазе Џоу у ресторану, узимају његову полароид фотографију и дају му позивницу за уметнички догађај у стилу Ворхола (који укључује стварне Ворхолове суперзвезде, укључујући Виву, Ултра Виолет, Тејлор Мид, Џоа Далесандра и филмског редитеља Пола Морисеја повезаног са Ворхолом). Џо и Ретсо долазе, али Ретсово лоше здравље и хигијена привлаче нежељену пажњу неколико гостију. Џо замењује џоинт за цигарету и почиње да халуцинира након неколико удисаја. Он напушта журку са Ширли, која пристаје да му плати 20 долара за ноћ, али Џо не може да је сексуално задовољи. Заједно играју игру речима која наводи Ширли да сугерише да је Џо можда геј; одједном он постаје сексуално активан. Следећег јутра, она доводи своју пријатељицу као Џоовог следећег клијента и чини се да његова каријера коначно креће.
Када се Џо врати кући, Ретсо је везан за кревет и у грозници. Он одбија медицинску помоћ и моли Џоа да га стави у аутобус за Флориду. Очајан, Џо покупи човека у играоници и опљачка га током насилног сусрета у његовој хотелској соби где га Џо брутално туче. Џо купује аутобуске карте новцем који је украо од човека како би он и Ретсо могли да се укрцају на аутобус за Флориду. Током путовања, Ретсово здравље се додатно погоршава јер постаје уринарно инконтинентан и обливен знојем.
На одморишту, Џо купује нову одећу за Ретсоа и себе и одбацује своју каубојску одећу. У аутобусу, Џо размишља да мора да постоје лакши начини за зарађивање за живот, и каже Ретсоу да планира да добије редован посао на Флориди. Када Ретсо не одговори, Џо схвата да је мртав. Возач каже Џоу да не преостаје ништа друго него да настави до Мајамија и тражи од Џоа да затвори Ретсоове капке. Џо, са сузама на очима, седи са руком око мртвог пријатеља.

## Улоге
| Глумац        | Улога                         |
| ------------- | ----------------------------- |
| Дастин Хофман | Енрико Салваторе „Ретсо” Рицо |
| Џон Војт      | Џо Бак                        |
| Силвија Мајлс | Кас                           |
| Џон Мекгајвер | господин О’Данијел            |
| Бренда Вакаро | Ширли                         |
| Барнард Хјуз  | Тауни                         |
| Рут Вајт      | Сели Бак                      |
| Џенифер Солт  | Ени                           |
| Гилман Ранкин | Вудси Најлс                   |
| Боб Балабан   | млади студент                 |

## Продукција
Уводне сцене су снимљене у Биг Спрингу у Тексасу 1968. године. Билборд поред пута са натписом „Ако немате нафтну бушотину... набавите је!” приказан је док аутобус за Њујорк са Џоом Баком пролази кроз Тексас. Такве рекламе, уобичајене у југозападним Сједињеним Државама касних 1960-их и током 1970-их, промовисале су Западну компанију Северне Америке Едија Чајлса. У филму, Џо одседа у хотелу Клериџ, на југоисточном углу Бродвеја и Западне 44. улице у центру Менхетна. Његова соба гледа на северну половину Тајмс сквера. Мотив који се три пута појављивао у њујоршким сценама био је знак на врху фасаде зграде Mutual of New York Building (MONY) на Бродвеју 1740. Ово је проширено на сцену игре речи са Ширли, када је Џоов нетачан начин писања речи „money” одговарао том знаку.
Дастин Хофман, који је играо оседелог ветерана са њујоршких улица, је из Лос Анђелеса. Упркос његовој улози Џоа Бака, лика који је безнадежно ван свог елемента у Њујорку, Џон Војт је рођени Њујорчанин, пореклом из Јонкерса. Војт је плаћен минималном платом Удружења филмских глумаца, за своју улогу Џоа Бака, што је био уступак који је вољно направио да би добио улогу. Харисон Форд је био на аудицији за улогу Џоа Бака. Мајкл Саразин, који је био Шлезингерова прва жеља, добио је улогу Џоа Бака, да би био отпуштен у немогућности да раскине свој уговор са Универзалом.
За реплику „I'm walkin' here!” (срп. Ходам овуда!), која је достигла 27. место на АФИ-јевој листи „100 година...100 филмских реплика”, често се каже да је импровизована, али продуцент Џером Хелман ово оспорава. Сцена, у којој се Ретсо првобитно претварао да га је ударио такси да би глумио повреду, унета је у први нацрт оригиналног сценарија.
Након почетног прегледа од стране Америчке филмске асоцијације, Поноћни каубој је добио оцену „Ограничено” („R”). Међутим, након консултација са психологом, руководиоцима Унитед Артистс-а је речено да прихвате оцену „X”, због „хомосексуалног референтног оквира” и његовог „могућег утицаја на младе”. Филм је објављен са оценом „X”. Филм је касније добио оцену „R” за поновно издање 1971. године.

## Музика
Џон Бари је компоновао партитуру, освојивши Греми за најбољу инструменталну тему, иако није потписан на коначној верзији филма. Песма Фреда Нила „Everybody's Talkin” освојила је награду Греми за најбоље савремено вокално мушко извођење за Харија Нилсона.

## Зарада
Филм је премијерно приказан у Коронет театру у Њујорку и зарадио је рекордних 61.503 долара током прве недеље приказивања. У десетој недељи објављивања, филм је постао број један у Сједињеним Државама са недељном зарадом од 550.237 долара и био је филм са највећом зарадом у септембру 1969. године. Филм је зарадио 11 милиона долара од изнајмљивања у Сједињеним Државама и Канади 1969. и додао додатних 5,3 милиона долара следеће године када је номинован и освојио Оскара за најбољи филм. На крају је зарадио 20,5 милиона долара.